# Bistum Hrodna
Das in Belarus gelegene römisch-katholische Bistum Hrodna (lateinisch Dioecesis Grodnensis, belarussisch Гродзенская дыяцэзія Hrodsenskaja dyjazesija) wurde am 13. April 1991 errichtet und dem Erzbistum Minsk-Mahiljou als Suffraganbistum unterstellt. Sitz des Bistums ist Hrodna (polnisch: Grodno).

## Weblinks

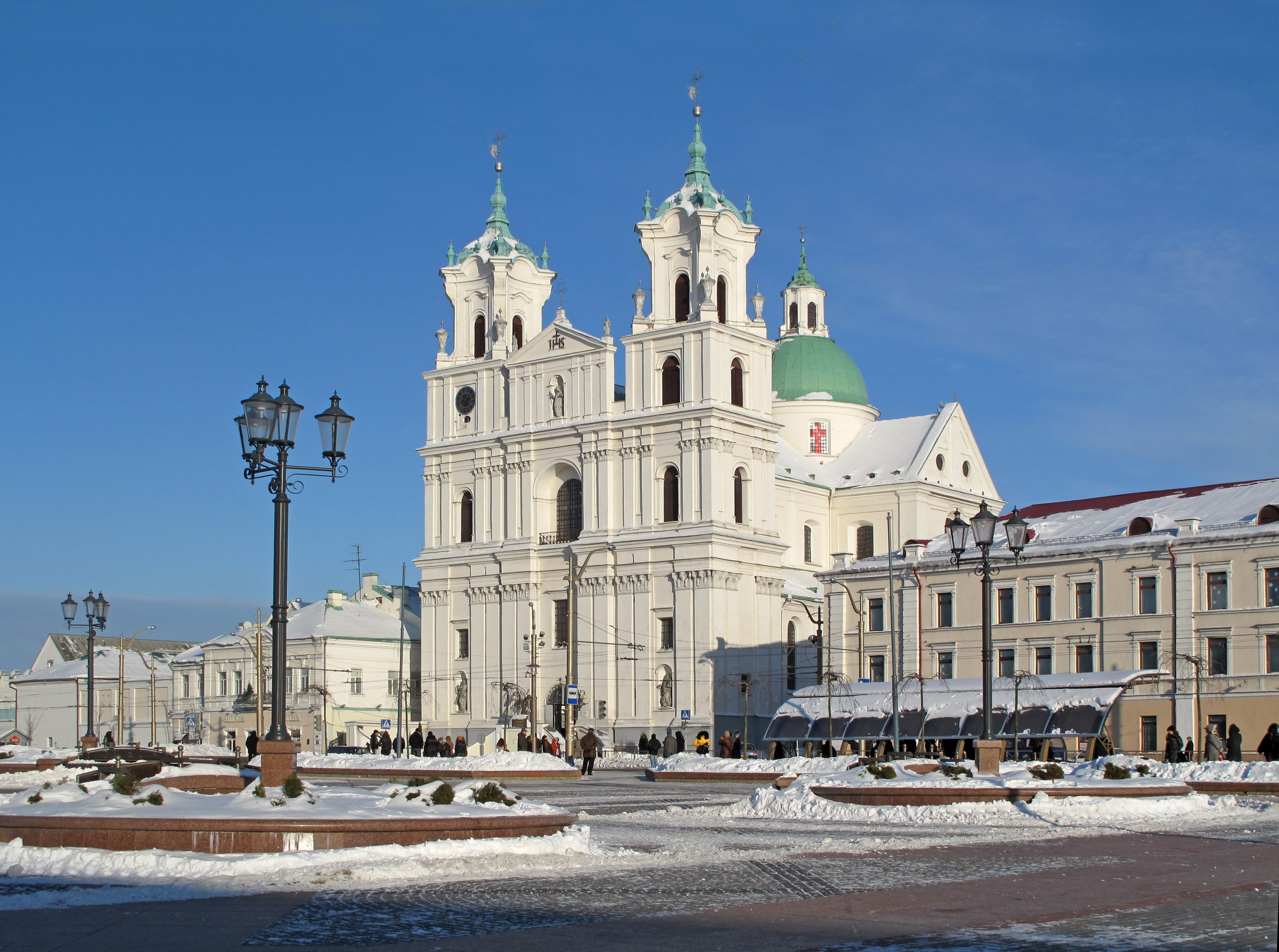
Kathedrale von Hrodna

## Bischöfe von Hrodna
- Aleksander Kaszkiewicz, 1991–2024
- Uladsimir Huljaj, seit 2024